# 黃腋光鰓魚
黃腋光鰓魚（學名：[Chromis flavapicis] 错误：{{Lang}}：文本有斜体标记（帮助）），又稱黃腋光鰓雀鯛，是輻鰭魚綱鱸形目雀鯛科光鰓魚屬的其中一種，分布於中太平洋東部馬克薩斯群島海域，深度可達25公尺，本魚體呈卵圓形且側扁，成魚體色呈深灰褐色，胸鰭和腹鰭基部大致呈黑色，背鰭硬棘膜尖端黃色，背鰭和臀鰭軟條部分的遠端帶藍白色，胸鰭藍白色，基部有一個大黑斑，幼魚體色亮黃色，背鰭硬棘13枚、背鰭軟條12-13枚、臀鰭硬棘2枚、臀鰭軟條11枚、脊椎骨26個，體長可達10.1公分，棲息在陡峭的外海礁坡，單獨或成小群活動，以浮游生物為食，繁殖期時成對出現，雄魚會守護卵直到孵化，生活習性不明。